# تنغ ارزان شبليز (باتاوة)
تنغ ارزان شبلیز (بالفارسية: تنگ ارزن شبلیز) هي قرية تقع في إيران في قسم باتاوة الريفي.